# Gheorghe David
Gheorghe David (n. 16 februarie 1962, Timișoara, România) este un fost senator român în legislaturile 2004-2008 și 2008-2012 ales în județul Timiș pe listele partidului PD. 
În legislatura 2004-2008 Gheorghe David a fost membru în grupurile parlamentare de prietenie cu Republica Malta, Albania, Muntenegru și Republica Croația. Gheorghe David a înregistrat 280 de luări de cuvânt în 149 de ședințe parlamentare. Gheorghe David a inițiat 67 de propuneri legislative din care 21 au fost promulgate legi. Gheorghe David a fost membru în comisia pentru agricultură, silvicultură și dezvoltare rurală - Vicepreședinte și în comisia pentru învățământ, știință, tineret și sport.  
În legislatura 2008-2012 Gheorghe David a fost membru în grupurile parlamentare de prietenie cu Republica Indonezia și Republica Azerbaidjan. Gheorghe David a înregistrat 149 de luări de cuvânt în 81 de ședințe parlamentare. Gheorghe David a inițiat 83 de propuneri legislative din care 14 au fost promulgate legi.
Gheorghe David a fost membru în următoarele comisii:
- Comisia pentru agricultură, silvicultură și dezvoltare rurală (din mar. 2011)
- Comisia pentru administrație publică, organizarea teritoriului și protecția mediului (oct. 2009 - mar. 2011)
- Comisia pentru agricultură, silvicultură și dezvoltare rurală (până în oct. 2009)